# Христианство в Перу
Христианство в Перу — самая распространённая религия в стране.
По данным исследовательского центра Pew Research Center в 2010 году в Перу проживало 27,8 млн христиан, которые составляли 95,6 % населения этой страны. Энциклопедия «Религии мира» Дж. Г. Мелтона оценивает долю христиан в 2010 году в 96,4 % (27,86 млн).
Крупнейшим направлением христианства в стране является католицизм. В 2000 году в Перу действовало 21,1 тыс. христианских церквей и мест богослужения, принадлежащих 160 различным христианским деноминациям. Тринадцать католических храмов имеют статус малых базилик.
Помимо перуанцев, христианство исповедуют живущие в стране латиноамериканцы, американцы, греки, немцы и др. европейцы. В христианство были обращены местные народы — кечуа, аймара, тикуна, большинство шипибо-конибо, кампа, мачигенга. Немало христиан и среди агуаруна, чаяуита, янеша, хуамбиса, кокама, бора, однако большинство представителей этих народов по прежнему исповедуют местные традиционные верования.
Христиане Перу участвуют в межконфессиональном диалоге. Ещё в 1940 году в стране был создан Национальный евангельский совет Перу, объединяющий в настоящее время различные протестантские деноминации. Консервативные евангельские христиане сотрудничают вместе в Евангельским совете Перу, связанном со Всемирным евангельским альянсом. По состоянию на 2015 год одна перуанская церковь (методистская) входит во Всемирный совет церквей .